# Alcides Araújo Alves
Alcides Eduardo Mendes de Araújo Alves, thường được gọi là Alcides, (sinh ngày 13 tháng 3 năm 1985 tại São José do Rio Preto, São Paulo) là một cầu thủ bóng đá người Brasil đang đá cho câu lạc bộ FC Dnipro của Ukraina. Alcides cũng đã từng đá cho FC Schalke 04 và S.L. Benfica.
Vào tháng 3 năm 2007 Alcides chơi trận đầu tiên tại Giải vô đich quốc gia Hà Lan trước CLB AZ Alkmaar. Anh cũng góp mặt trong trận đấu UEFA Cup trước một CLB của Anh là Tottenham Hotspur.